# Alexander Zhirov
Alexander Zhirov, né Aleksandr Vassilievitch Jirov (russe : Алекса́ндр Васи́льевич Жи́ров, Aleksandr Vasil'evič Žirov) le 12 septembre 1958 à Dedenovo et décédé le 21 mai 1983 dans un accident de la route à Iakhroma, était un skieur alpin soviétique.

## Histoire
Comme beaucoup de skieurs des pays de l'Est, il se montre à l'aise dans les disciplines techniques et c'est en 1981 qu'il se révèle au monde en réalisant un exploit rarement vu. En effet, il réussit l'exploit de remporter 4 courses en 15 jours et à être présent plus de 20 fois dans les 10 premiers. Malheureusement, celui que le grand Ingemar Stenmark qualifiait de « génie » ne réussit jamais à confirmer. En effet, il se blesse et ne peut défendre ses chances en 1983. Fin avril, en l'honneur des 4 victoires en coupe du monde, le PCUS lui remet l'Ordre de l'Honneur.
Le 18 mai 1983, ayant sans doute un peu trop bu, il prend le volant de sa Volvo 244 offerte par Rossignol au premier Soviétique à remporter une coupe du monde. Peu après, la voiture rate un virage et s'écrase dans le ravin. Sur les quatre occupants, il n'y aura qu'un survivant ; Zhirov et deux autres passagers ont été tués sur le coup. Zhirov sera enterré avec les honneurs, lui qui était l'espoir des Russes pour les Jeux de Sarajevo.
Il est toujours à l'heure actuelle considéré comme le plus grand skieur alpin russe de tous les temps.

## Coupe du monde
- Meilleur résultat au classement général : 3e en 1981
  - 4 victoires : 3 géants et 1 slalom

### Saison par saison
- Coupe du monde 1979 :
  - Classement général : 84e
- Coupe du monde 1980 :
  - Classement général : 14e
- Coupe du monde 1981 :
  - Classement général : 3e
    - 3 victoires en géant : Furano, Borovetz et Laax
    - 1 victoire en slalom : Borovetz
- Coupe du monde 1982 :
  - Classement général : 35e

## Arlberg-Kandahar
- Meilleur résultat : 13e place dans les slaloms 1980 à Chamonix et 1981 à Sankt Anton